# Beniamino Brocca
Beniamino Brocca (Limena, 5 ottobre 1934 – Roma, 25 settembre 2024) è stato un pedagogista e politico italiano, esponente politico della Democrazia Cristiana, più volte parlamentare e sottosegretario al ministero della Pubblica Istruzione.

## Biografia
Laureato in pedagogia all'Università di Padova, fu insegnante e dirigente scolastico.
Militò nelle file del partito della Democrazia Cristiana, venendo eletto deputato, per la prima volta, nel 1976: fu poi confermato per le successive tre legislature (VIII, IX e X).
Ricoprì la carica di Sottosegretario di Stato per la pubblica istruzione ininterrottamente dal 1987 al 1992, nei governi Goria, De Mita, Andreotti VI e Andreotti VII. Durante questi anni indisse la Conferenza nazionale sulla Scuola e istituì e guidò la commissione per la revisione dei piani di studio e dei programmi della scuola media superiore (progetto "Brocca").
Fu professore di pedagogia presso la facoltà di scienze della formazione dell'Università di Bolzano e di nozioni del Sistema Formativo Italiano presso la facoltà di Scienze dell'educazione e della formazione della Sapienza di Roma. Inoltre fu autore di numerosi saggi in materia di politica scolastica.
Nel 2004 gli venne conferita la medaglia d'oro ai benemeriti della scuola, della cultura e dell'arte.